# Edward Raymond Turner
Edward Raymond Turner, född 1873, död 9 mars 1903, var en brittisk uppfinnare och filmfotograf. Han är känd för att ha producerat de första färgfilmerna.

## Biografi
Turner föddes 1873 i Clevedon, Somerset, England. Han blev inspirerad av den amerikanska fotografpionjären Frederic Eugene Ives att försöka framställa filmer i färg. Han avled av en hjärtinfarkt 1903. Efter dennes död fortsatte filmproducenten Charles Urban med Turners arbete. 